# 카니우호

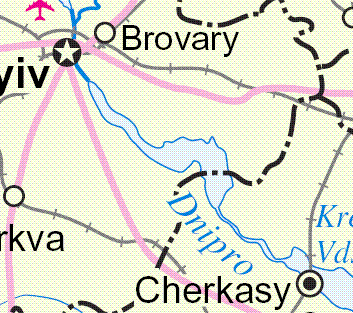
카니우호

카니우호(Канівське водосховище)는 우크라이나 드니프로강에 있는 저수지이다. 체르카시주 카니우 라이온 카니우에서 이름을 따온 카니우호의 표면적은 675km2로 키이우주와 체르카시주에 걸쳐 있다. 카니우호 수력발전소가 세워지고 1972년에 형성됐다. 카호우카호, 드니프로호, 카미얀시케호, 크레멘추크호, 키이우호와 더불어 드니프로강의 수심을 깊게 하여 프리피야티강까지 항행할 수 있게 됐다. 길이는 162km, 폭은 5km, 평균 수심은 5.5m다.